# Mémorial Aitor Bugallo
Le Mémorial Aitor Bugallo est une course cycliste espagnole disputée le jeudi saint autour de Durango, dans la communauté autonome du Pays basque. Créée en 2016, cette épreuve rend hommage à l'ancien cycliste professionnel Aitor Bugallo, mort dans un accident de la route. Elle est organisée par la Sociedad Ciclista Duranguesa. 
La course comprend deux épreuves distinctes : une pour les coureurs espoirs (moins de 23 ans) et élites, inscrite au calendrier du Torneo Euskaldun, et une autre réservée aux cyclistes de catégorie junior (moins de 19 ans).

## Histoire
L'édition 2022 sert de parcours pour les championnats régionaux de Biscaye. 

## Palmarès

### Élites
| Année | Vainqueur          | Deuxième            | Troisième       |
| ----- | ------------------ | ------------------- | --------------- |
| 2016  | Óscar Rodríguez    | Richard Carapaz     | Jaime Castrillo |
| 2017  | Jaime Castrillo    | Carlos Cobos        | Carlos Ruiz     |
| 2018  | Diego Pérez Sierra | Víctor Etxeberria   | Carlos Ruiz     |
| 2019  | Eusebio Pascual    | Juan Fernando Calle | Joel Nicolau    |
| 2020  | annulé             | annulé              | annulé          |
| 2021  | Iván Cobo          | Vicente Hernaiz     | Sergio Jiménez  |
| 2022, | Alejandro Franco   | Jorge Gutiérrez     | Fergus Robinson |

### Juniors
| Année | Vainqueur            | Deuxième           | Troisième        |
| ----- | -------------------- | ------------------ | ---------------- |
| 2016  | Adam Hartley         | Charlie Quarterman | Mikel Arregi     |
| 2017  | Mark Donovan         | Oier Lazkano       | Ibon Ruiz        |
| 2018  | Jokin Murguialday    | Gaizka Gurrutxaga  | Xabier Isasa     |
| 2019  | Miguel Sánchez Prado | Marcos Nascimento  | Alejandro Franco |
| 2020  | annulé               | annulé             | annulé           |
| 2021  | Unai Zubeldia        | Mikel Arrasate     | Xabier Aransolo  |
| 2022  | Mikel Arrasate       | Aimar Galdós       | Mikel Uncilla    |